# 4 Pomorska Dywizja Zmechanizowana

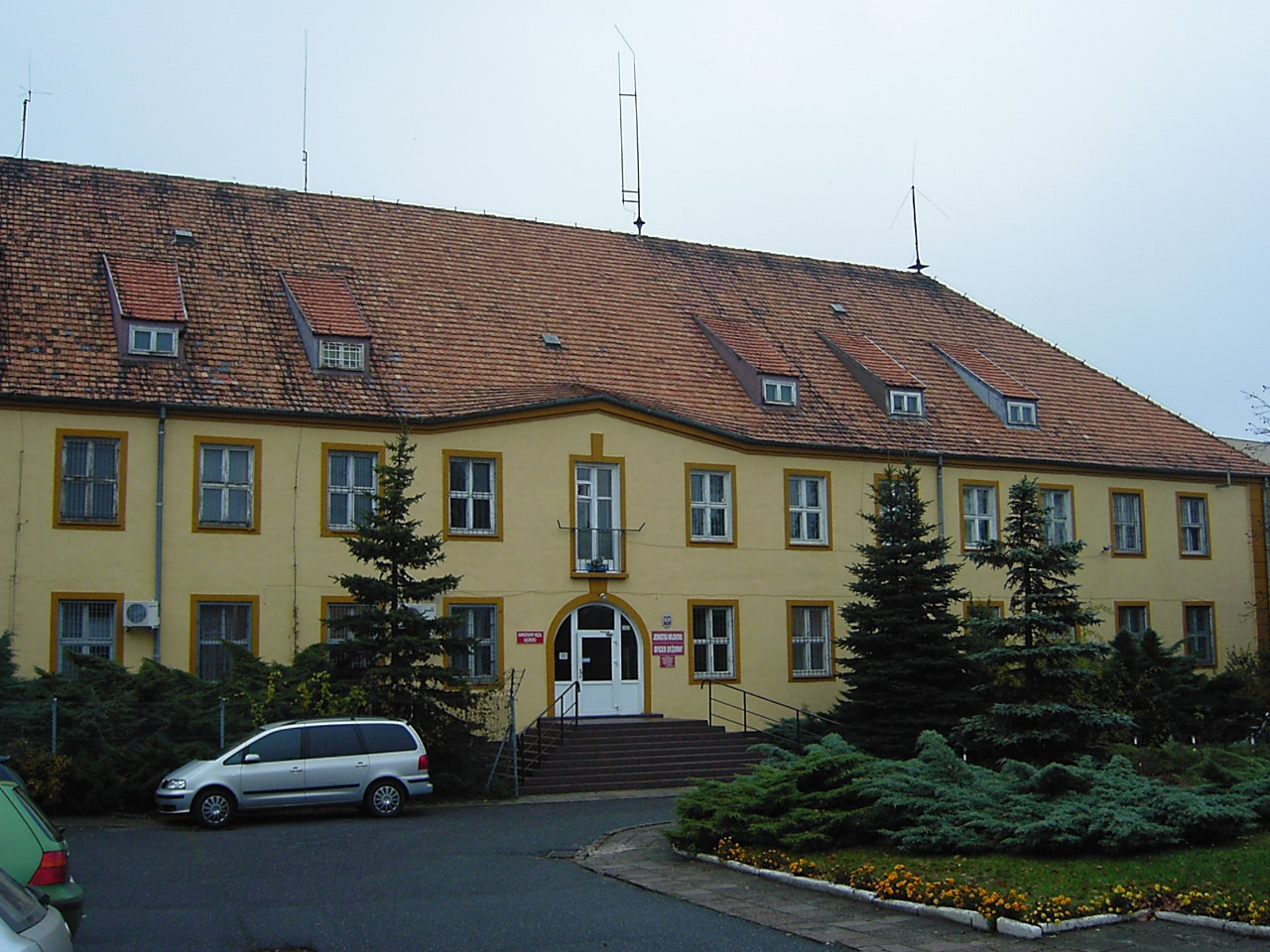
Siedziba byłego Dowództwa 4 DZ. Krosno Odrzańskie 3 stycznia 2003.

4 Pomorska Dywizja Zmechanizowana im. Jana Kilińskiego (4 DZ) – związek taktyczny Wojsk Zmechanizowanych Sił Zbrojnych PRL.

## Formowanie i zmiany organizacyjne
Na podstawie zarządzenia Nr 023/Org. szefa Sztabu Generalnego WP z 7 marca 1962 roku 4 Pomorska Dywizja Piechoty została przeformowana w 4 Pomorską Dywizję Zmechanizowaną według etatów nr 5/323-5/337 skadrowanej dywizji zmechanizowanej o stanie osobowym 2237 żołnierzy i 68 pracowników cywilnych. W pułku zmechanizowanym były trzy bataliony piechoty zmotoryzowanej, z których każdy miał inny stopień skadrowania, kompania czołgów i artyleria pułkowa. W artylerii pułkowej rozwinięta była bateria moździerzy 120 mm, natomiast bateria armat przeciwpancernych została w znacznym stopniu skadrowana. Pułk liczył 318 żołnierzy. Na jego uzbrojeniu znajdowało się: 7 czołgów T-34/85, 1 transporter opancerzony BTR-152, 6 armat przeciwpancernych 85 mm, 6 dział bezodrzutowych 82 mm, 6 armat przeciwpancernych 57 mm, 6 moździerzy 120 mm, 9 moździerzy 82 mm, 4 karabiny przeciwlotnicze PKM-2 i 61 granatników RPG-2. Pułk czołgów posiadał: pięć kompanii czołgów średnich, pluton piechoty oraz skadrowany pluton przeciwlotniczy. Stan osobowy pułku wynosił 212 żołnierzy, a na jego uzbrojeniu znajdowało się 36 czołgów średnich T-34/85.
W listopadzie 1966 dywizja została przeformowana na etaty wojenno-pokojowe o pełnej gotowości bojowej stając się pierwszorzutowym związkiem taktycznym Śląskiego Okręgu Wojskowego. W nowej strukturze w miejsce dywizjonu artylerii przeciwlotniczej utworzono pułk, na bazie  batalionu transportowego, dywizyjnego punktu zaopatrzenia i piekarni polowej zorganizowano batalion zaopatrzenia, a kasę polową i stację pocztową włączono do dowództwa dywizji. W pułku zmechanizowanym znajdowały się trzy bataliony piechoty zmotoryzowanej, batalion czołgów, artyleria pułkowa (bateria haubic 122 mm, bateria przeciwpancerna), kompanie: rozpoznawcza, saperów, łączności, medyczna, remontowa i transportowa oraz plutony: chemiczny, przeciwlotniczy, remontu uzbrojenia i regulacji ruchu. Pułk liczył 1636 żołnierzy. Jego uzbrojenie stanowiło: 31 czołgów średnich, 79 transporterów opancerzonych SKOT, 11 opancerzonych samochodów rozpoznawczych BRDM-1, 3 samobieżne wyrzutnie ppk „Trzmiel”, 6 haubic 122 mm, 9 armat przeciwpancernych 85 mm, 9 moździerzy 120 mm, 9 moździerzy 85 mm, 6 dział bezodrzutowych 82 mm.

W 1967 roku na uzbrojenie dywizji wprowadzono transportery opancerzone SKOT-2A, a dwa lata później czołgi T-55A. 
W 1989 został rozformowany 11 pułk zmechanizowany, a 18 pułk czołgów średnich przeformowany w 18 pułk zmechanizowany. W wyniku tych zmian powstał zunifikowany związek taktyczny.
12 września 1991 dywizja utraciła prawo do nazwy wyróżniającej "Pomorska", zachowując imię patrona.
Znakiem rozpoznawczym 4 DZ był biały kwadrat. Znak był umieszczany na czołgach, transporterach opancerzonych i pojazdach mechanicznych.
W 1995  dywizja została przeformowana na nowe etaty i przeszła ze struktury pułkowej na brygadową. W wyniku tych zmian organizacyjnych został utworzony związek taktyczny, który w następnym roku otrzymał nazwę wyróżniającą - 4 Lubuska Dywizja Zmechanizowana.

## Struktura organizacyjna (1967)
- Dowództwo 4 Pomorskiej Dywizji Zmechanizowanej w Krośnie Odrzańskim
- 11 Złotowski pułk zmechanizowany w Krośnie Odrzańskim
- 12 Kołobrzeski pułk zmechanizowany w Gorzowie Wielkopolskim
- 17 Drezdeński pułk zmechanizowany w Międzyrzeczu
- 18 pułk czołgów średnich w Wędrzynie
- 22 pułk artylerii w Sulechowie
- 128 pułk artylerii przeciwlotniczej w Czerwieńsku
- 24 dywizjon rakiet taktycznych w Sulechowie
- 25 batalion rozpoznawczy w Międzyrzeczu
- 5 batalion saperów w Krośnie Odrzańskim
- 4 batalion remontowy w Krośnie Odrzańskim
- 4 batalion łączności w Krośnie Odrzańskim
- 4 batalion zaopatrzenia w Krośnie Odrzańskim
- 65 batalion medyczny-Szpital Wojskowy w Krośnie Odrzańskim
- 23 kompania przeciwchemiczna w Międzyrzeczu[c]
- orkiestra dywizyjna w Krośnie Odrzańskim
- kompania ochrony i regulacji ruchu w Krośnie Odrzańskim

Sprzęt bojowy: uzbrojenie jednostek dywizji stanowiły transportery opancerzone SKOT-2A, które w 1987 zastąpiły bojowe wozy piechoty BWP-1, czołgi T-55A wymienione w 1988 na czołgi T-55AM, samobieżne haubice 2S1 Goździk, samobieżne działa przeciwlotnicze ZSU-23-4, rozpoznawcze samochody opancerzone BRDM-2. 

## Żołnierze dywizji
Dowódcy dywizji :
- gen. bryg. Leon Łapiński 1959–1964
- gen. bryg. Józef Jaworski 1964–1966
- płk Kazimierz Makarewicz 1966–1968
- płk Jerzy Góral 1968–1970
- gen. bryg. Apoloniusz Golik 1970–1972
- gen. bryg. Henryk Antoszkiewicz 1972–1975
- gen. bryg. Romuald Królak 1975–1978
- gen. bryg. Zenon Bryk 1978–1984
- gen. bryg. Kazimierz Tomaszewski 1984–1986
- gen. bryg. Bolesław Baranowski 1986–1991